# Autostrada A52 (Svizzera)
La A52 (anche Forchstrasse oppure Forchautostrasse) è una semiautostrada che collega Zurigo, Forch e l'Oberland Zurighese. Inizia a Zurigo-Hirslanden come strada a due corsie, diventando semiautostrada a Zumikon. Vicino a Hinwil si connette alla A53 in direzione Rapperswil.

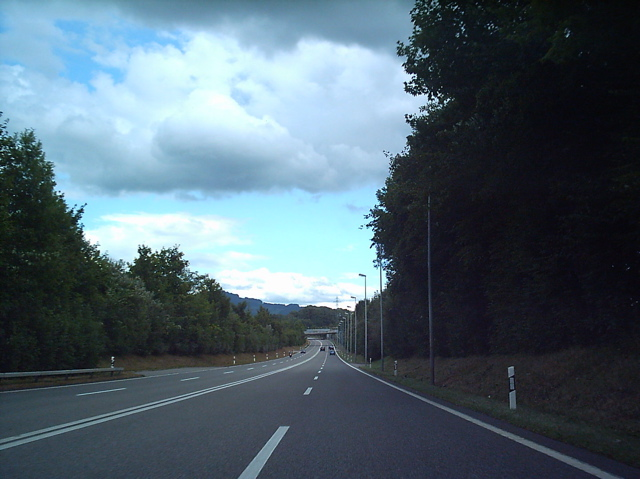
La A52 prima dell'uscita di Ottikon.

## Tabella percorso
| Autostrada A52 |                                                   |      |      |         |
| Tipologia      | Indicazione                                       | ↓km↓ | ↑km↑ | Cantone |
| 1              | Frochstrasse - Küsnachtstrasse inizio A52         | 0,0  | ..   | Zurigo  |
| 2              | Zumikon                                           | ..   | ..   | Zurigo  |
| 3              | Forch                                             | ..   | ..   | Zurigo  |
|                | Rifornimento (solo dir. sud)                      | ..   | ..   | Zurigo  |
|                | Area di sosta (solo dir. nord)                    | ..   | ..   | Zurigo  |
| 4              | Hinteregg (solo dir. sud)                         | ..   | ..   | Zurigo  |
| 5              | Egg                                               | ..   | ..   | Zurigo  |
| 6              | Esslingen                                         | ..   | ..   | Zurigo  |
| 7              | Oetwil am See                                     | ..   | ..   | Zurigo  |
| 8              | Ottikon                                           | ..   | ..   | Zurigo  |
| 9              | fine A52 A15 per Rapperswil-Jona e A15 per Hinwil | 17,5 | ..   | Zurigo  |